# إلمر إل. فولتون
إلمر إل. فولتون (بالإنجليزية: Elmer L. Fulton)‏ هو محامي وسياسي أمريكي، ولد في 22 أبريل 1865 في الولايات المتحدة، وتوفي في 4 أكتوبر 1939 في نفس البلد. حزبياً، نشط في الحزب الديمقراطي. وقد انتخب عضو مجلس النواب الأمريكي.